# Pterophorus cleronoma
Pterophorus cleronoma là một loài bướm đêm thuộc họ Pterophoridae. Loài này có ở Kenya.